# کابو وردی ایرلاینز
کابو وردی ایرلاینز (انگلیسی: Cabo Verde Airlines) شرکت هواپیمایی پرتغالی است، که در سال ۱۹۵۸ تأسیس شد.